# Robert Carradine
Robert Reed Carradine (Hollywood, 24 maart 1954) is een Amerikaans acteur.
Hij is de zoon van acteur John Carradine en de broer van Keith Carradine. Hij is de halfbroer van David Carradine. Hij kreeg in 1974 dochter Ever en acteert sinds 1971.

## Filmografie (selectie)
- 2005: Supercross
- 2001-2004: Lizzie McGuire
- 2003: The Lizzie McGuire Movie
- 2001: Max Keeble's Big Move
- 2001: Ghosts of Mars
- 1996: Escape from L.A.
- 1994: Revenge of the Nerds IV: Nerds in Love
- 1992: Revenge of the Nerds III: The Next Generation
- 1987: Revenge of the Nerds II: Nerds in Paradise
- 1984: Revenge of the Nerds
- 1982: Tag: The Assassination Game
- 1980: The Big Red One
- 1980: The Long Riders
- 1978: Coming Home
- 1973: Mean Streets
- 1972: The Cowboys

- Bibsys: 98014298
- Biblioteca Nacional de España: XX1288444
- Bibliothèque nationale de France: cb139307836 (data)
- Gemeinsame Normdatei: 140013369
- International Standard Name Identifier: 0000 0001 1506 9914
- Library of Congress Control Number: no92009077
- Nationale Bibliotheek van Tsjechië: xx0079668
- Nationale bibliotheek van Australië: 41727157
- Nationale Bibliotheek van Israël: 987007452203705171
- Nationale Bibliotheek van Polen: a0000001255937
- Nederlandse Thesaurus van Auteursnamen: 073111244
- SNAC: w6zd6sqv
- Système universitaire de documentation: 098245031
- Trove: 1455835
- Virtual International Authority File: 14961306
- WorldCat: E39PBJbCJw8YTRYdKtmP6YT8md